# Mana Ashida
Mana Ashida (Nishinomiya, 23 giugno 2004) è un'attrice e cantante giapponese.

## Carriera
Attiva anche come cantante e doppiatrice, è nota per aver interpretato il ruolo di "Mako Mori" da bambina nel film del 2013 Pacific Rim diretto dal regista messicano Guillermo del Toro.

## Filmografia

### Cinema
- The Round Table (Entaku) (2014)
- Don't Lose Heart (Kujikenaide) (2013)
- Pacific Rim, regia di Guillermo Del Toro (2013)
- The Floating Castle (Nobo no Shiro) (2012)
- Liar Game: Reborn (Raia Gemu - Saisei), regia di Hiroaki Matsuyama (2012)
- Usagi Drop - Il film, regia di Sabu (2011)
- Hankyu Railways - A 15-Minute Miracle (Hankyu Densha) (2011)
- Inu to Anata no Monogatari: Inu no Eiga (2011)
- Ghost (Gosuto) (2010)
- Hanbun no tsuki ga noboru sora, regia di Yoshihiro Fukagawa (2010)
- Confessions (Kokuhaku), regia di Tetsuya Nakashima (2010)

### Televisione
- Ashita, mama ga inai (2014)
- Ginnikan (2014)
- Beautiful Rain (Byutefuru Rein) (2012)
- Alice in Liar Game (Arisu in Raiagemu) (2012)
- Antarctica (Nankyoku Tairiku ~Kami no Ryouiki ni Idonda Otoko to Inu no Monogatari~) (2011)
- Hanazakari no kimitachi, Fuji TV, Episodio 1 (2011)
- The Tradition of Malmo (Marumo no Okite) (2011)
- Gou ~Himetachi no Sengoku~ (2011)
- Mother (2010)
- Legal Eagle, First Class (Tokujo Kabachi!!) (2010)

## Programmi TV
- Meringue – co-conduttrice con Hisamoto Masami (2011-2012)
- Music Japan (2011)
- 62º Kōhaku Uta Gassen (2011)

## Doppiatrice

### Film
- Eiga Jewelpet - Sweets Dance Princess - Principessa Mana
- Magic Tree House - Annie
- I figli del mare - Ruka Azumi
- Il castello invisibile - Venerabile lupo

### Videogiochi
- Ni no kuni: La minaccia della Strega Cinerea - Ragazza misteriosa (Kokoru)[1]

## Discografia

### Singoli
| Anno | N° | Titolo                                  | Note                                                                       | Posizione in Chart          | Posizione in Chart       | Posizione in Chart       |
| Anno | N° | Titolo                                  | Note                                                                       | Oricon Weekly Singles Chart | Billboard Japan Hot 100* | RIAJ Digital Track Chart |
| ---- | -- | --------------------------------------- | -------------------------------------------------------------------------- | --------------------------- | ------------------------ | ------------------------ |
| 2011 | 1  | Maru Maru Mori Mori!                    | In collaborazione con Fuku Suzuki, tema di Marumo no Okite                 | 2                           |                          |                          |
| 2011 | 2  | "Sutekina Nichiyōbi (Gyu Gyu Good Day)" | Primo singolo solista                                                      | 4                           |                          |                          |
| 2012 | 3  | Zutto Zutto Tomodachi                   | Tema dell'anime Jewelpet Kira Deco!                                        | 17                          |                          |                          |
| 2012 | 4  | "Ame ni Negai o"                        | Tema di Beautiful Rain                                                     | 16                          |                          |                          |
| 2014 | 5  | "Fuaito!!/ Yuki"                        | Tema dell'81 edizione del The Nationwide Contest of Music sponsored by NHK | 30                          |                          |                          |

### Album
- Happy Smile! (Universal Music, 23 novembre 2011)[7]